# Viaducto de las Fosas
El viaducto de las Fosas, o arcos de las Fosas, es uno de los 50 viaductos que forman parte de la autovía C-25, popularmente conocida como Eje Transversal. Es un doble viaducto en arco que tiene una longitud de 394 metros. Se encuentra dentro del término municipal de Santa Coloma de Farnés, justo a la salida del túnel de las Fosas en dirección Gerona.

## Descripción

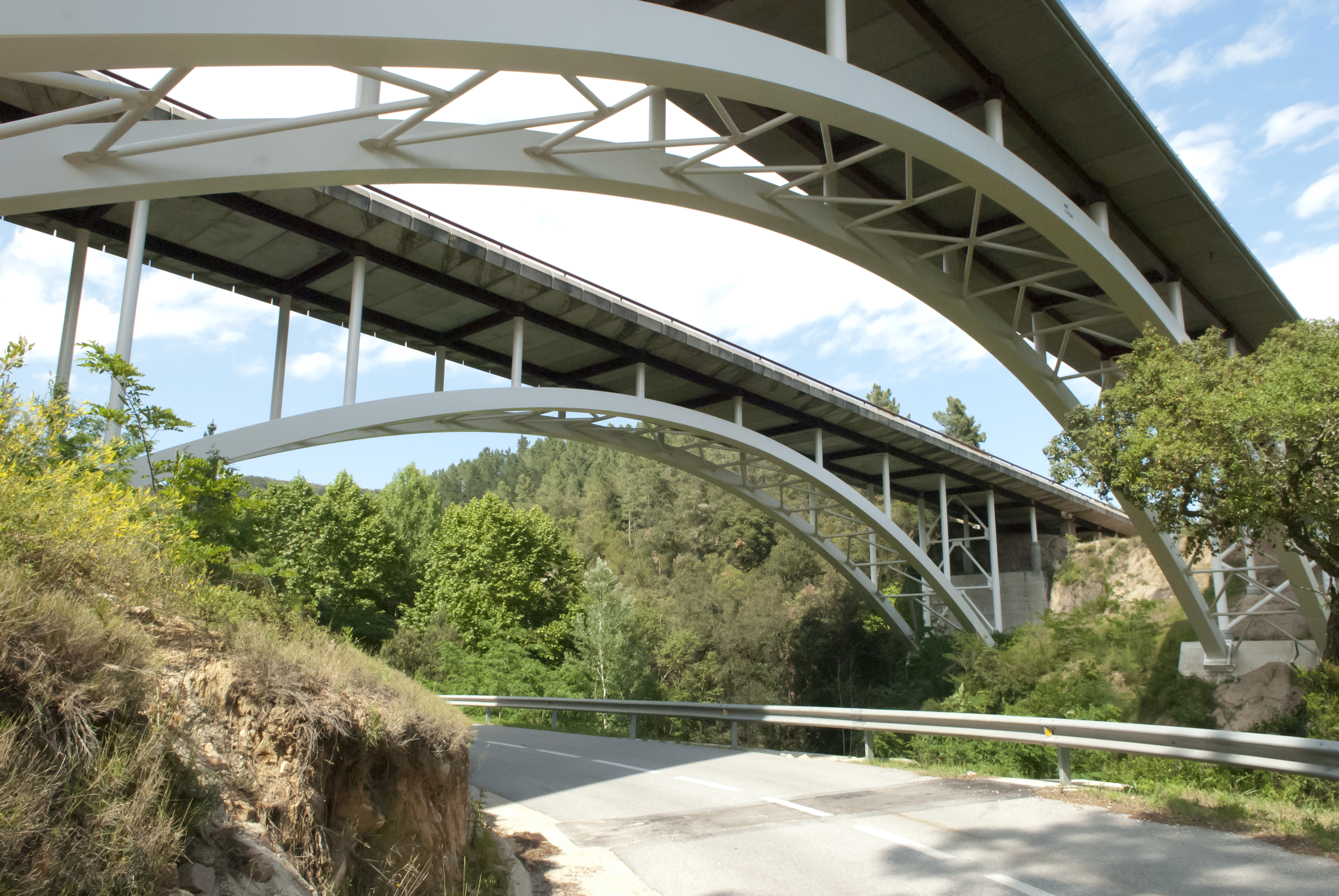
Aspecto de los arcos metálicos construidos en acero desde la carretera San Hilario Sacalm - Santa Coloma de Farnés.

El viaducto de las Fosas permite salvar un profundo desnivel por el que circula la Riera (arroyo) de Santa Coloma y la carreta GI-551 que une San Hilario Sacalm con Santa Coloma de Farnés. Así se da continuidad a la carretera y se permite la unión del tramo que transcurre dentro del túnel de las Fosas (de 467 metros de longitud) con el tramo que transcurre sobre terreno llano. El viaducto discurre en una zona de abundantes dificultades orográficas, zonas fluviales y corrimientos de tierras, que hicieron aumentar el volumen de obra y el presupuesto.
El viaducto está duplicado, es decir, hay 2 viaductos paralelos de aspecto muy similar que permiten la circulación en ambos sentidos en calzadas separadas. Así pues, cada uno de los 2 viaductos está formado por 2 arcos metálicos dobles, uno a continuación del otro. En total, hay 8 arcos metálicos.

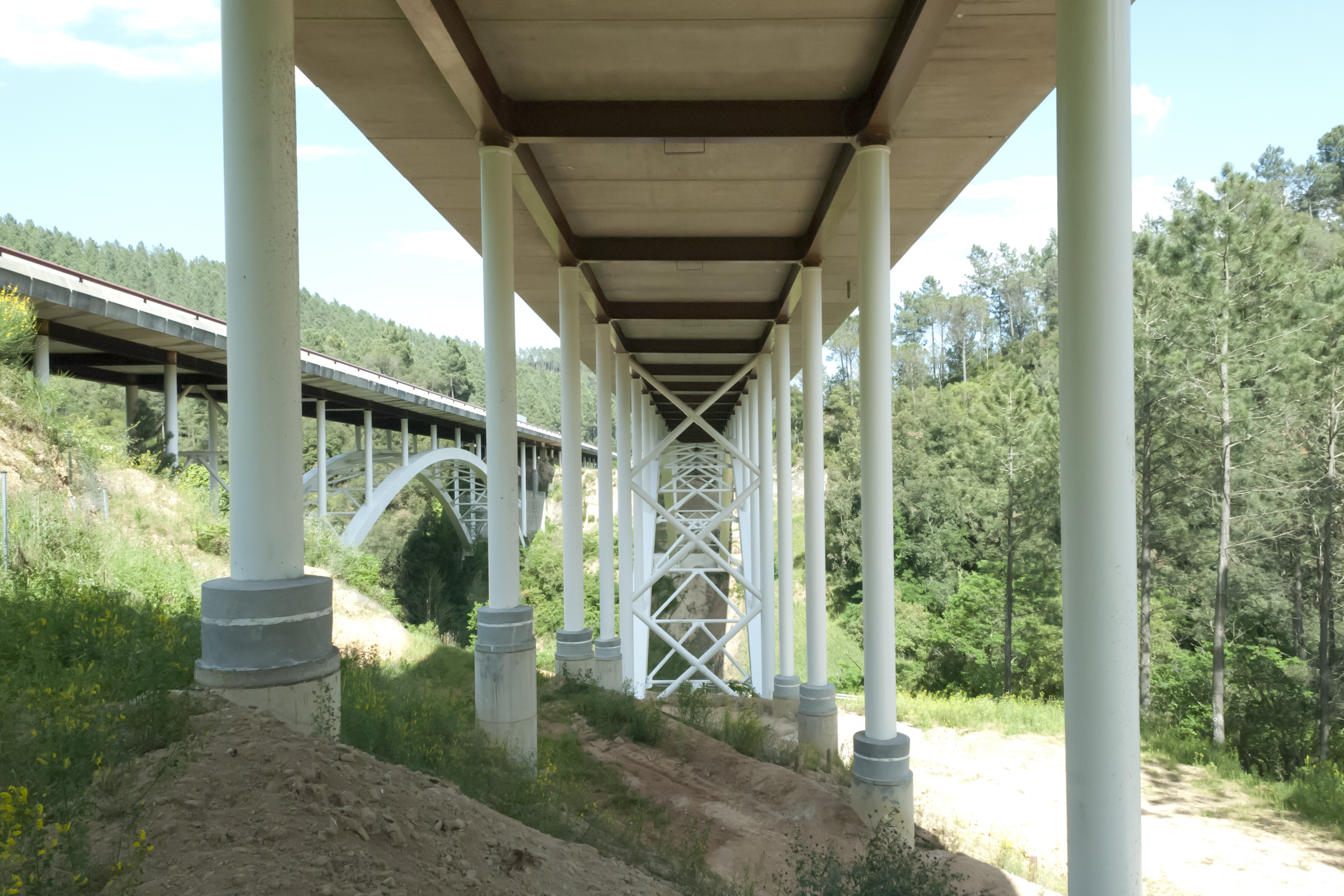
Detalle del tablero de hormigón y la estructura metálica sobre el que se apoya.

Esta obra tiene la singularidad de ser el único viaducto en arco que existe en el Eje Transversal. Además, sus 394 metros de longitud hacen que sea uno de los viaductos más largos de esta carretera.
El viaducto de las fosas se construyó en dos etapas temporales diferentes, de la misma manera que todas las infraestructuras que forman parte del Eje Transversal. El primer viaducto entró en funcionamiento el 12 de diciembre de 1997, momento en el que el eje transversal quedó inaugurado con carácter de vía rápida. El segundo viaducto, ligeramente diferente a la anterior, entró en funcionamiento en enero de 2013, después de las obras de desdoblamiento que dieron en la carretera el carácter de autovía.
El viaducto es propiedad de la Generalidad de Cataluña, al igual que el eje Transversal.

## El primer viaducto

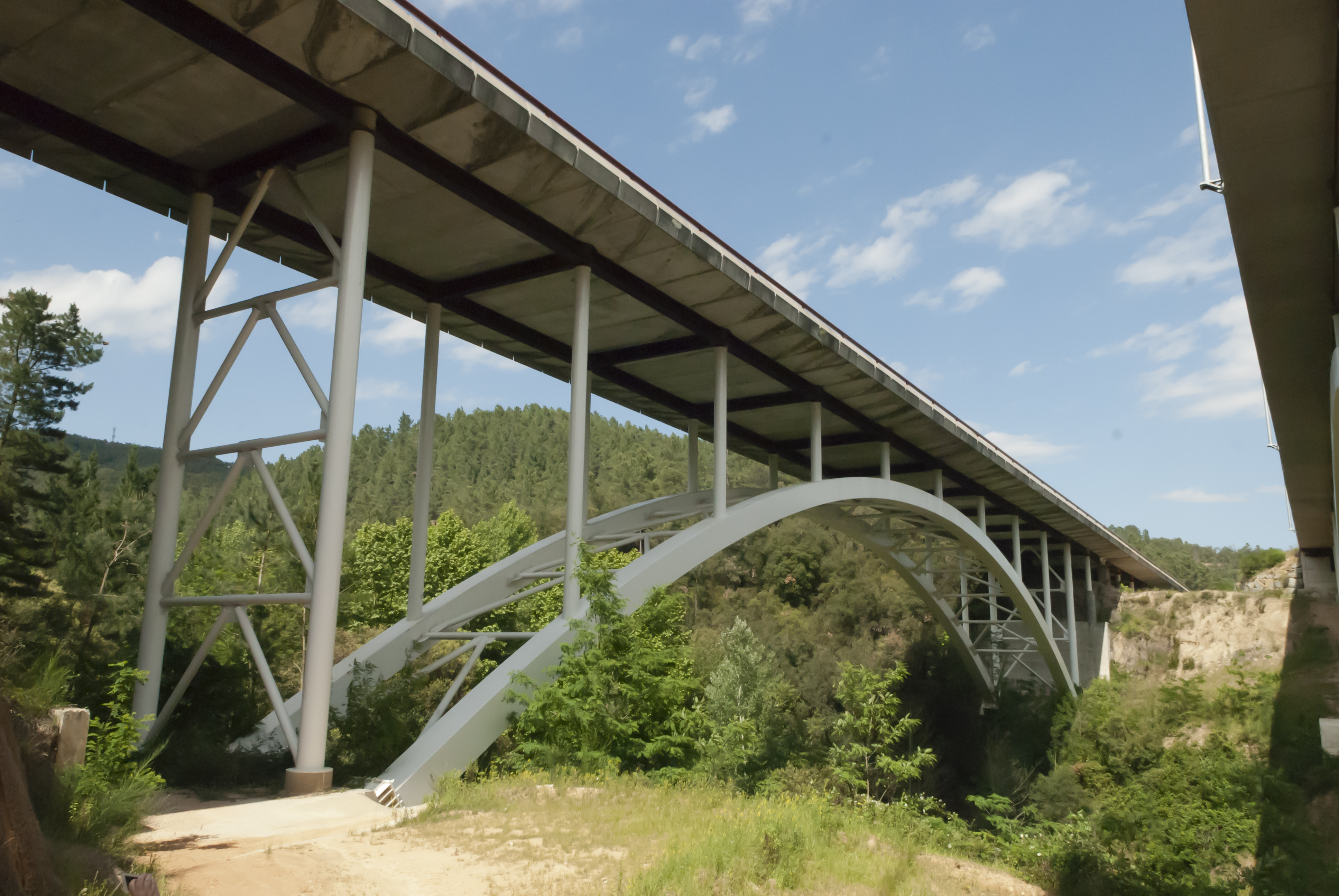
Detalle del viaducto.

GISA, la empresa adjudicada por la Generalidad de Cataluña para construir el eje Transversal, encargó el proyecto de este viaducto en la oficina Ingeniería Reventós SL, por lo que el diseño del viaducto corrió a cargo de Manuel Reventós Rovira. Este viaducto fue construido por FCC Fomento de Construcciones y Contratas.
Su novedoso diseño lo hizo merecedor del premio Construmat 1997 a la ingeniería civil.

## El segundo viaducto

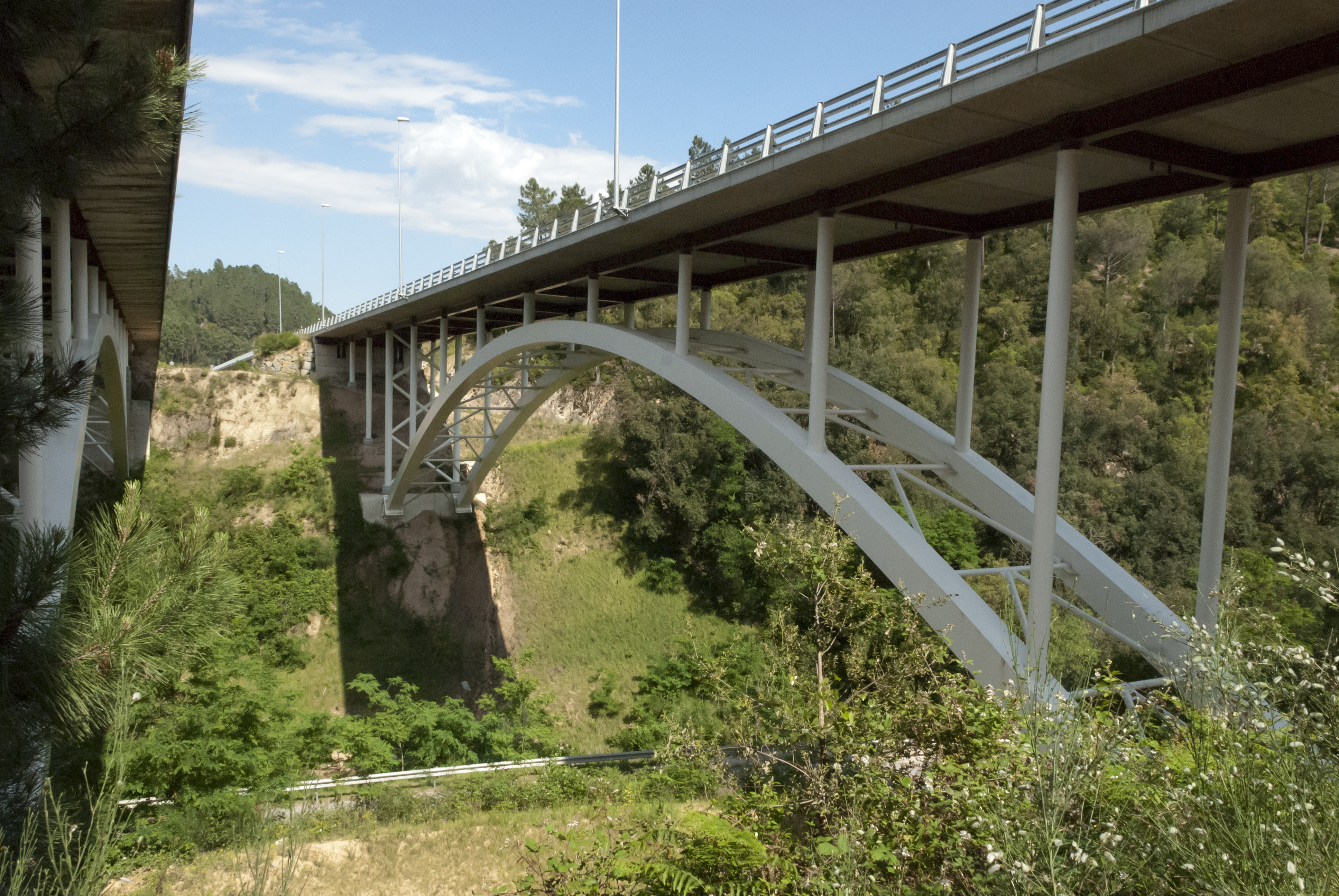
Detalle del 2º viaducto.

El segundo viaducto se concibió como una duplicación del primero, de manera que se mantuvo la estructura singular de arco que tenía. Así pues, se construyó una estructura paralela de similares características. Fueron necesarios trabajos de desbroce, obras de drenaje para mejorar el paso del arroyo de Santa Coloma, terraplenado y fundamentación del nuevo viaducto. En este caso, la empresa encargada de la construcción fue la española COMSA EMTE.
A fecha de marzo de 2011, el nuevo viaducto ya estaba finalizado.